# گورستان رازین (سوسن نقین)
گورستان رازین (سوسن نقین) مربوط به هزاره اول قبل از میلاد به بعد است و در شهرستان ساوه، روستای رازین واقع شده و این اثر در تاریخ ۱۰ آذر ۱۳۵۴ با شمارهٔ ثبت ۱۲۰۹ به‌عنوان یکی از آثار ملی ایران به ثبت رسیده است.